# Mehmed Uzun
Mehmed Uzun (* 1953 in Siverek/Provinz Şanlıurfa; † 11. Oktober 2007 in Diyarbakır) war ein kurdischer Schriftsteller. Er galt als der bedeutendste kurdische Romanautor der Neuzeit und Schöpfer einer modernen kurdischen Schriftsprache.

## Leben
Seine Bildung absolvierte Uzun im Raum Diyarbakır. Nach dem Militärputsch am 12. März 1971 kamen viele linke und auch kurdische Oppositionelle ins Gefängnis. Uzun wurde als 18-Jähriger am 3. März 1972 inhaftiert. Im Militärgefängnis von Diyarbakır lernte Uzun andere Insassen wie Musa Anter oder Mehmed Emîn Bozarslan kennen. In dieser Zeit lernte er Kurdisch lesen und schreiben und kam in Kontakt mit Kurden aus allen gesellschaftlichen Schichten. Zunächst wurde er zu acht Jahren Haft verurteilt, kam aber 1974 durch eine Amnestie frei.
Nach der Amnestie begann er, bei der kurdischen Zeitschrift Rizgarî (dt.: Befreiung) zu arbeiten. Da Rizgarî ein oppositionelles Blatt war, kam Uzun 1976 wieder ins Gefängnis. Nach neun Monaten Haft floh er nach Schweden, wo er viele andere Exilkurden aus der Türkei, Syrien, Iran und dem Irak kennenlernte, darunter Cigerxwîn, Osman Sabri, Hasan Hişyar, Ruşen Bedirxan, Nurettin Zaza und Ibrahim Ahmed. Er machte sich weiter mit der kurdischen Kultur und Sprache vertraut. In Schweden veröffentlichte er Kolumnen in der Tageszeitung Dagens Nyheter. 2005 kehrte er in die Türkei zurück und lebte für kurze Zeit in Istanbul. Bald darauf ging er wieder nach Schweden zurück. Sein letztes literarisches Projekt, einen historischen Roman über das Istanbuler Exil des deutsch-jüdischen Literaturwissenschaftlers Erich Auerbach, konnte er nicht mehr beenden. Im Mai 2006 wurde bei ihm Krebs diagnostiziert. Nach einer Behandlung in Schweden zog er mit seiner Familie nach Diyarbakır, wo er weiter behandelt wurde. Am 11. Oktober 2007 verstarb Mehmed Uzun an den Folgen seiner Krankheit.

### Beisetzung
Uzun wurde am 13. Oktober 2007 in Diyarbakir beigesetzt. An seiner Beerdigung nahmen Sinan Çetin (türkischer Schauspieler und Filmproduzent), Ferhat Tunç (kurdischstämmiger, alevitischer Sänger), Ahmet Türk, (DTP), Akın Birdal (DTP), Osman Baydemir (DTP) Nurettin Demirtaş (DTP), Selahattin Demirtaş (DTP), Orhan Miroğlu (türkischer Politiker), Şerafettin Elçi (kurdisch-türkischer Politiker) und Yaşar Kemal (erfolgreichster kurdischstämmiger Autor der modernen türkischen Literatur) teil. Es wurden Trauerreden auf Kurdisch und Türkisch gehalten, während Frauen kurdische Klagelieder über den verstorbenen Autor sangen.

### Orhan Pamuk über Mehmed Uzun
Der türkische Literaturnobelpreisträger Orhan Pamuk, der sich zur Zeit von Uzuns Tod in New York aufhielt, gab der türkischen Zeitung Radikal ein kurzes Interview, in dem er seine Betroffenheit ausdrückte:

„Ich bedauere seinen Tod sehr [...,] er erfüllt mich mit tiefer Trauer [...] Den Wert Mehmeds, seine Bedeutung, wussten sie nicht zu schätzen; vielmehr wurde er geplagt und gequält. Aber ich bin der festen Überzeugung, dass kurdische und türkische LeserInnen Mehmeds Bücher am Leben halten werden.“

## Begründer der modernen kurdischen Literatur
Mehmed Uzun, der 28 Jahre seines Lebens im Exil in Schweden verbrachte, hat sieben Romane und einen Gedichtband in kurdischer Sprache veröffentlicht und gilt als Begründer der modernen kurdischen Literatur. Seine Weigerung, sich als Türke zu bezeichnen, brachte ihn in Konflikt mit nationalistischen Kreisen in der Türkei. Aber auch die Untergrundorganisation Arbeiterpartei Kurdistans (PKK) war nicht gut auf den Schriftsteller zu sprechen, da er ihre Gewalt heftig kritisierte. Uzun schrieb unter anderem auch Romane und Essays auf Türkisch und Schwedisch. Er war führendes Mitglied des schwedischen Schriftstellerverbandes und des schwedischen P.E.N.-Clubs.

## Werke
Einige seiner Bücher sind ins Deutsche übersetzt.
- Im Schatten der verlorenen Liebe, Roman
- Einführung in die kurdische Literatur. Übersetzung Sabine Atasoy. St. Gallen: Ararat, 1994

Auf kurdisch
- Tu (Du) – (Dengê Komal-1984)
- Rojek ji rojên Evdalê Zeynikê (Ein Tag aus dem Tagebuch von Evdal Zeynik) – (Orfeus)
- Mirina Kalekî Rind (Der Tod eines guten alten Mannes) – (Orfeus, 1989)
- Siya Evînê (Schatten der Liebe) – (Orfeus, 1991)
- Ji Rojên Evdalê Zeynikê (Von den Tagen des Evdal Zeynik) – (Novelle, 1991)
- Destpêka Edebiyata Kurdî (Einführung in die kurdische Literatur) – (1992)
- Mirina Egîdekî (Der Tod eines Helden) Poetik (1993)
- Hêz û Bedewiya Pênûsê (Die Stärke und Schönheit des Stiftes), Essays (Nudem Verlag, 1993)
- Antolojiya Edebiyata Kurdî (Anthologie der kurdischen Literatur) – (1995)
- Bira Qedere (Die Schlucht des Schicksals) – (Sara, 1995, ISBN 975-7112-67-4)
- Ziman û Roman (Sprache und Roman) – (Weşanên Nûjen, 1996)
- Roni Mina Evine Tari Mina Mirine (Licht wie Liebe, Dunkelheit wie Tod) – (Avesta, 1998, ISBN 975-7112-38-0)
- Hawara Dîcleyê (Die Hilferufe des Tigris) – (Avesta, 2001)